# Gelato (crème glacée)
Pour les articles homonymes, voir Gelato (homonymie).
Gelato (prononciation italienne : [dʒelaːto] ; pluriel : gelati) est, en italien, français et anglais, une variante de dessert glacé artisanal de la cuisine italienne, à base de lait, et non de crème, différents sucres, et arômes tels que des fruits et purées fraîches, généralement plus faibles en calories, en graisses et en sucre que les crèmes glacées.

## Étymologie

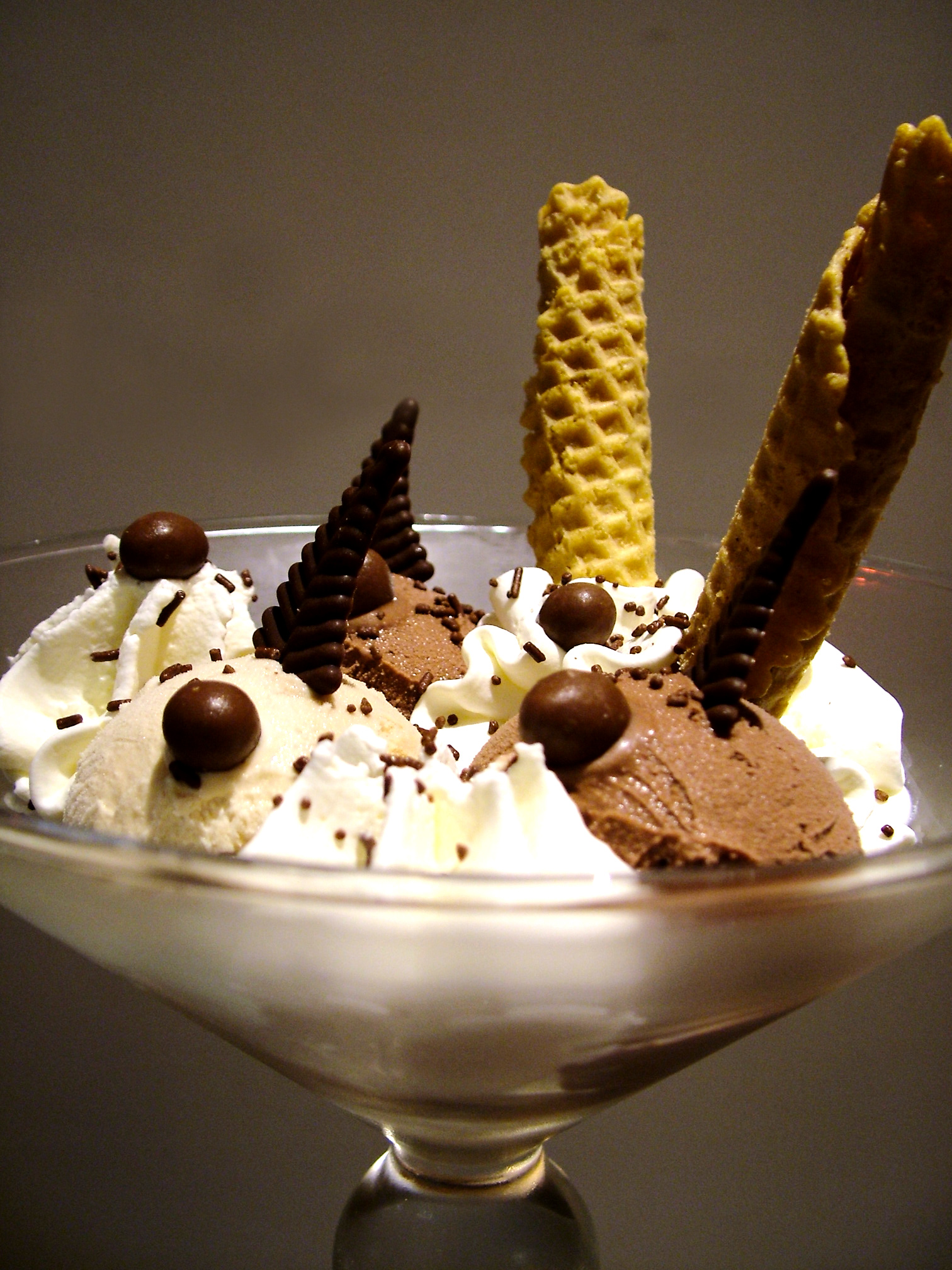

Gelato est dérivé du mot latin gelātus (signifiant congelé). 

## Description
Les glaces gelato sont un type de glaces molles contenant une quantité relativement faible d'air. Par la législation italienne, les glaces gelato doivent, en Italie, avoir au moins 3,5 % de matière grasse, et au plus 8 % de matière grasse laitière. La teneur en sucre dans les glaces gelato maison, comme dans la crème glacée traditionnelle, est équilibrée avec la teneur en eau afin d'agir comme un anti-gel pour l'empêcher de geler solidement. Les types de sucre utilisés comprennent du saccharose, du dextrose ou encore du sucre inverti pour contrôler la douceur. Les glaces gelato comme toute autre crème glacée ont besoin d'une base de stabilisation. Des jaunes d'œufs sont utilisés dans les parfums jaunes de glace gelato à base de crème, dont le sabayon et la crème caramel ; des solides non-gras de lait sont également ajoutés à la glace gelato pour stabiliser la base. Des amidons et des gommes, en particulier l'amidon de maïs, sont parfois également utilisés pour épaissir et stabiliser le mélange.

Quelques vitrines de commerce de rue italiens
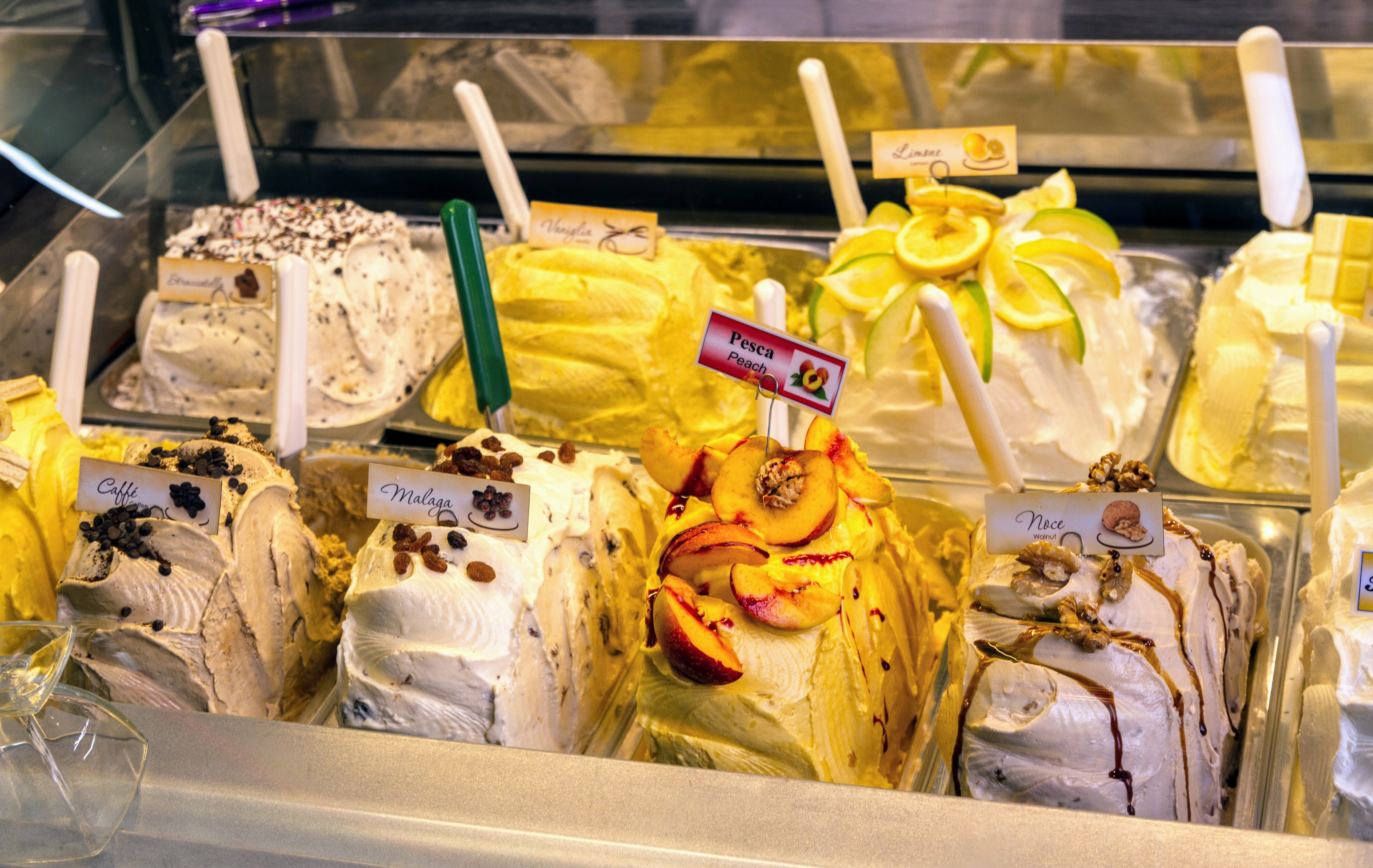
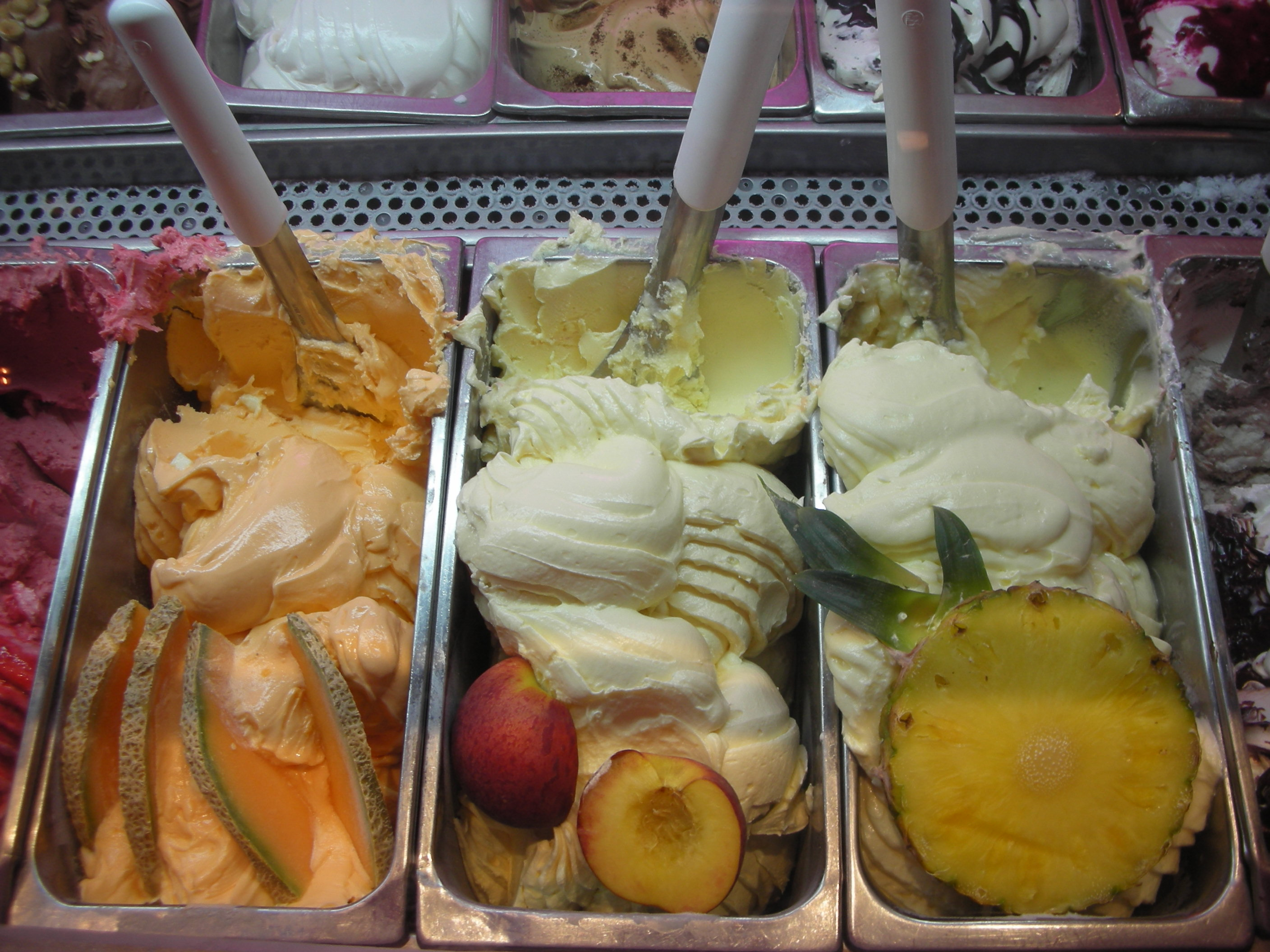
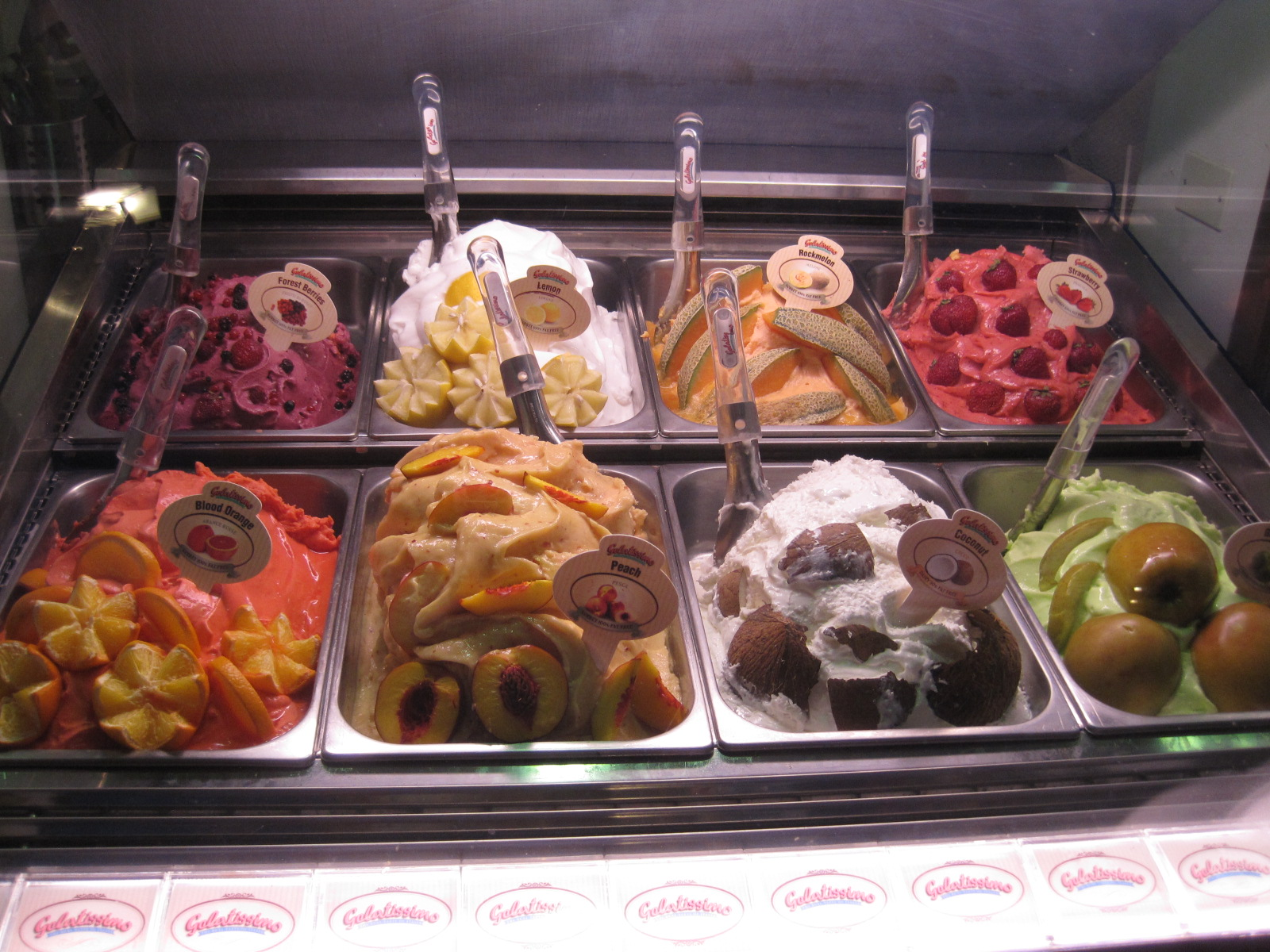
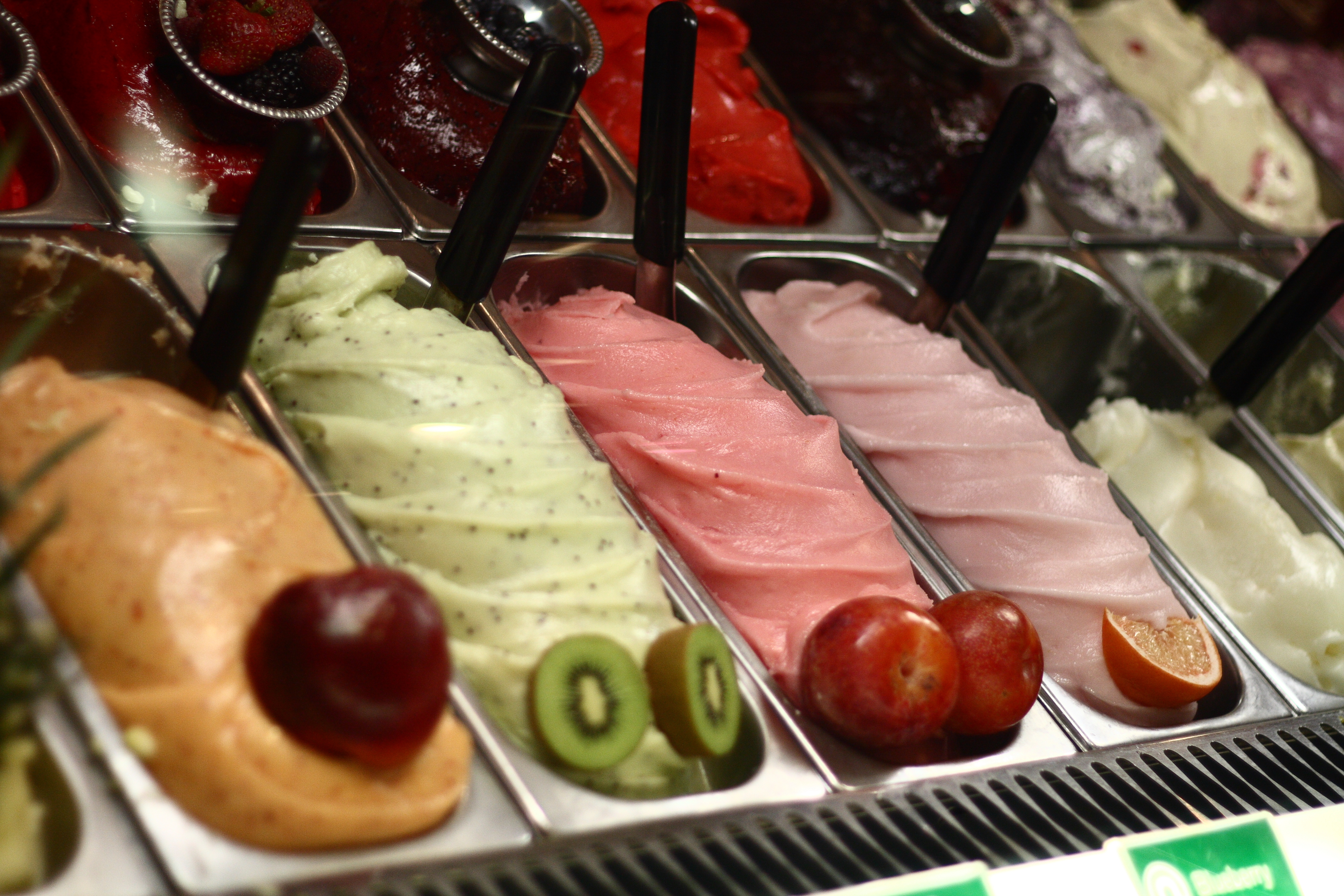
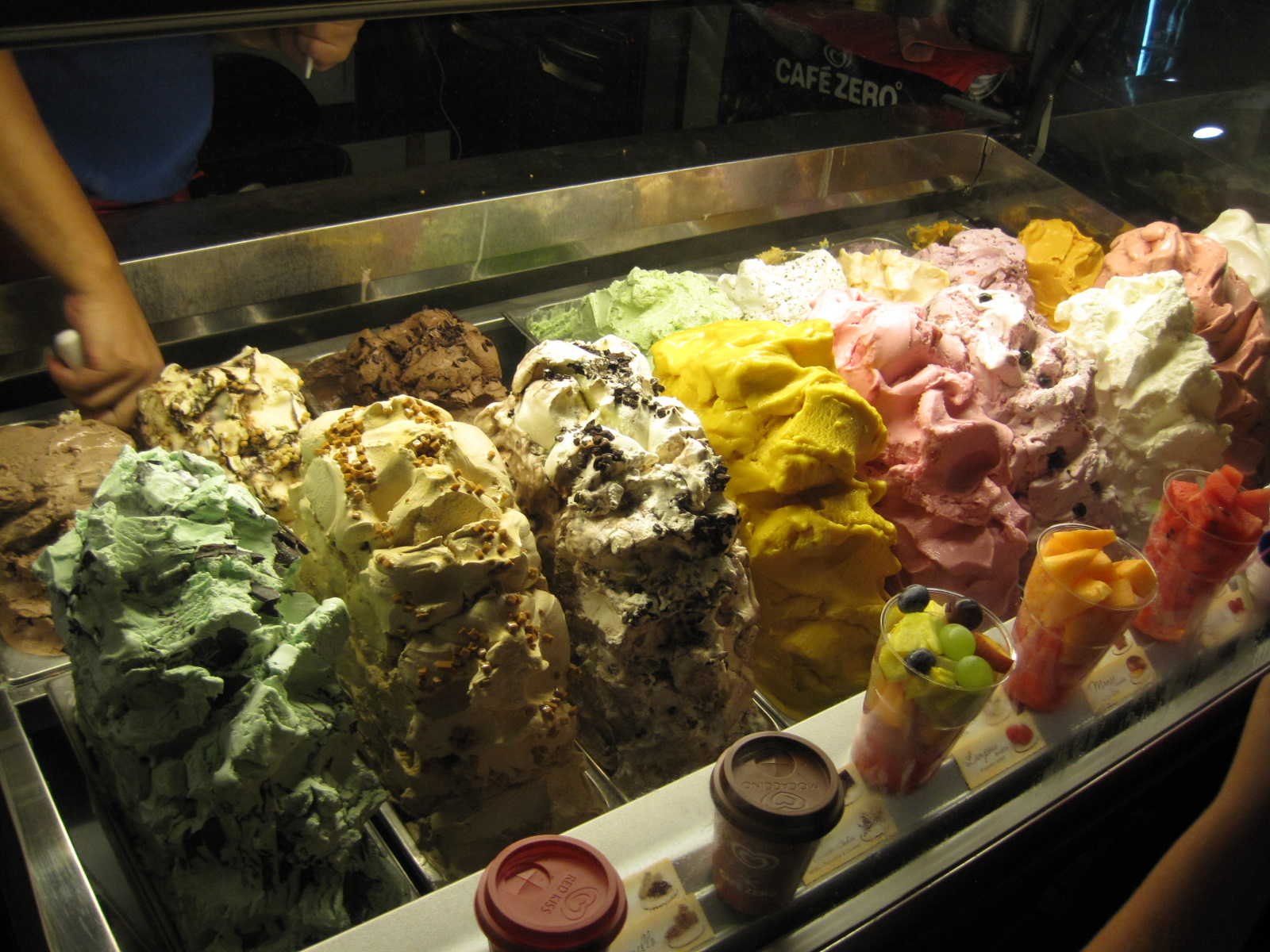

Aux États-Unis, la United States Food and Drug Administration ne fournit pas de définition standard pour les glaces gelato, au contraire de la simple crème glacée. Considérant que la crème glacée aux États-Unis est définie par le Code fédéral comme comprenant au moins 10 % de matières grasses de lait, le terme gelato aux États-Unis recouvre une large gamme de produits dont des desserts congelés consommés comme de la crème glacée, des produits qui sont identiques à la crème glacée mais ne contiennent pas de matières grasses de lait, et de la crème glacée de qualité supérieure contenant des quantités de matières grasses dépassant de loin les minimums légaux en Italie.